# 1923年波斯议会选举
1923年波斯议会选举是在艾哈迈德沙阿任命礼萨·巴列维为其总理后，于1923年11月举行的选举。这也是在卡扎尔王朝统治下的最后一次选举，1925年10月其王朝便覆灭。议会于1924年2月11日开幕。
选举期间，礼萨汗利用军队操纵许多部落选区选举，使复兴党和社会党获得了多数。只有德黑兰的 选举没有被操纵。